# Ángel de Estrada (1840-1918)
Ángel de Estrada (Buenos Aires, 1840-1918) fue un empresario y político argentino.

## Biografía
Nació el 23 de diciembre de 1840 en Buenos Aires, Argentina. Fue hijo extramatrimonial de José Manuel de Estrada Barquín, funcionario porteño, habido en una mujer probablemente apellidada Castro. Durante su minoría de edad fue conocido como Ángel Castro, nombre con el que consta en el Censo de Buenos Aires de 1855. Años más tarde ya figura como Ángel de Estrada, al contraer matrimonio en 1867 con Tomasa de Biedma Monasterio. Fue medio hermano del escritor y político José Manuel de Estrada.
A los 26 años fue socio fundador de la Sociedad Rural Argentina. Formó parte en 1870 de la Comisión Protectora de Bibliotecas Populares creada por iniciativa de Sarmiento como vocal ad honorem. Participó en el Consejo de Educación de la Provincia de Buenos Aires y fue también vocal del Consejo General de Educación. 
Como empresario contribuyó en la instalación del Centro Industrial y en 1875 con el Club Industrial de Buenos Aires del que fue uno de sus presidentes. Fundó también la primera "Compañía de Navegación". 
En 1884 fundó junto a Mariano Vicente de Escalada, Marcelino de Escalada y Juan Maupa, en el partido de Zárate, la primera fábrica de papel instalada en el país, "La Argentina", que produjo papel para embalaje primero y desde 1891 provee papel para diarios.
En su participación en actividades financieras, fue fundador y director de la Compañía de Seguros "La Previsora S.A.". En 1890 fue vicepresidente del Banco Hipotecario Nacional. En el Banco de la Nación Argentina, fue designado durante la presidencia de Carlos Pellegrini para integrar el primer Directorio, luego fue vocal por dos décadas y también vicepresidente y presidente en 1910.
Como diplomático, en 1911 el presidente Roque Sáenz Peña lo nombró enviado extraordinario y ministro plenipotenciario ante la Santa Sede y embajador especial ante el papa Pío XI, a quien debía agradecer la representación que enviara a la Argentina con motivo del Centenario de la Revolución de Mayo. 
En 1869 Ángel de Estrada fundó una empresa comercial que fue el origen de la casa editorial que lleva su nombre. En 1871 estableció la "Fundición Nacional de Tipos de Imprenta". Fue la primera en su género que hubo en la Argentina y de ella salieron todos los elementos tipográficos requeridos por las imprentas y los talleres periodísticos, que hasta entonces contaban con medios materiales precarios. En 1872 Estrada decide comenzar con la edición de libros de texto y de cultura general y producir materiales didácticos como mapas, murales, etc. 
A fines del siglo XIX la empresa formó parte a su manera de la constitución del sistema de la educación en Argentina. 
Publicó diversos métodos para la iniciación de la lectura y libros de lectura para la escuela primaria. Muchos de los autores publicados por la editorial participaron en la etapa fundacional del sistema educativo nacional: Juana Manso, Rafael Fragueiro, José A. Natale, Ernesto A. Bacio, Martín Coronado, Ángel Gallardo, Ildefonso P. Ramos Mejía, Carlos Biedma, Carlos Octavio Bunge, Andrés Ferreyra, entre otros. 
Uno de los hermanos de Ángel, José Manuel Estrada fue director del Departamento de Enseñanza durante un período breve, luego desplazado por su militancia católica en el marco de las políticas antirreligiosas del presidente Julio Argentino Roca, sobre todo con la sanción de la Ley 1420 (Argentina). El catálogo de libros escolares producido por la editorial Ángel Estrada, pese a responder a los lineamientos oficiales de educación laica, tenía una preferencia por autores de pensamiento católico o con ideas morales cercanas al cristianismo. 

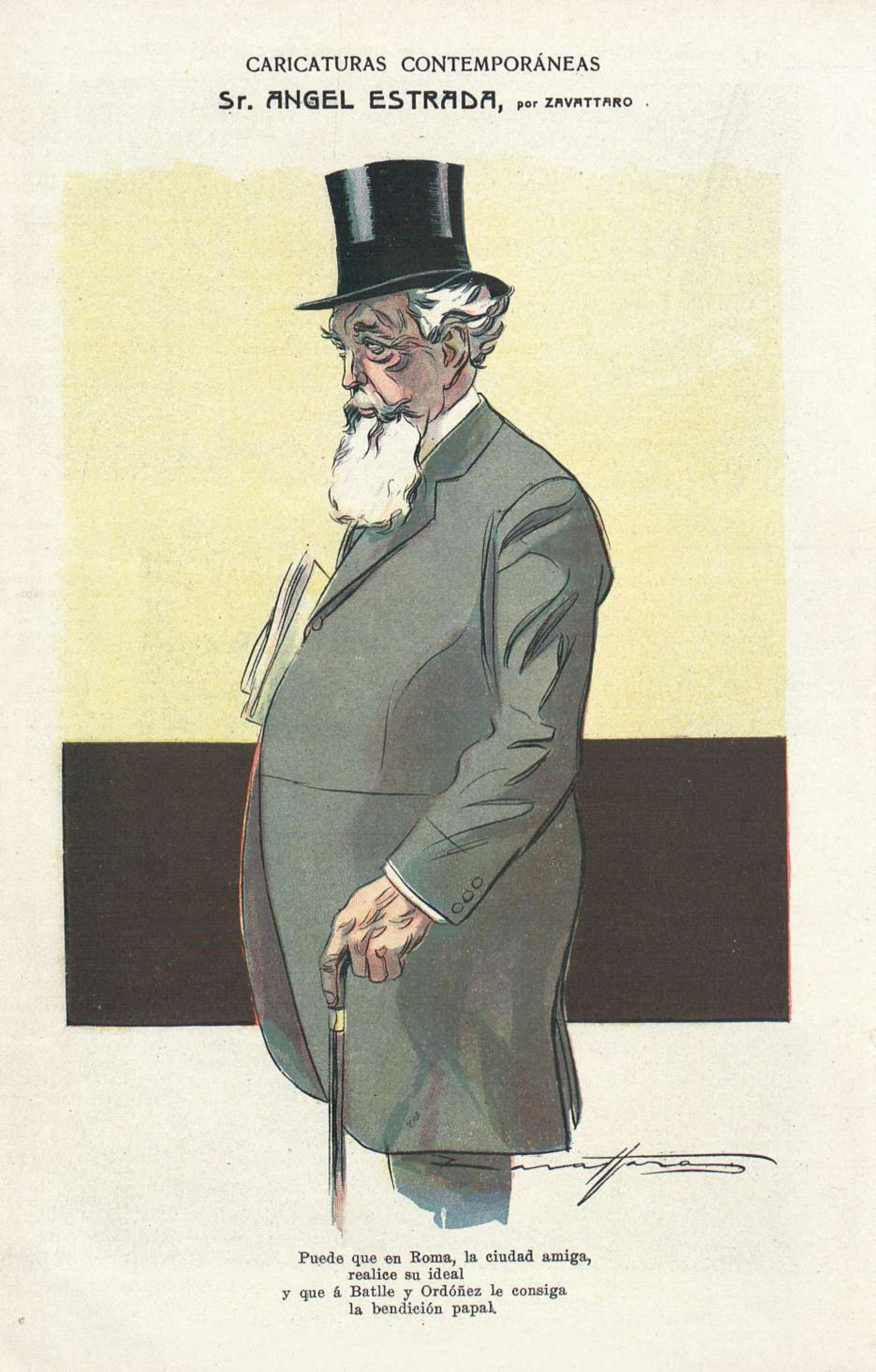
Retratado por Zavattaro en una caricatura que hace referencia a su nombramiento como enviado diplomático ante la Santa Sede publicada en Caras y Caretas (julio de 1911)

Ángel de Estrada, estrechamente relacionado con Sarmiento, respondió a los requerimientos sobre la producción de papel nacional, fundición de tipos de imprenta, y edición de libros pedagógicos y didácticos.